# Колесниково (Киевская область)
Колесниково (укр. Колесникове) — село, входит в Ракитнянский район Киевской области Украины.
Население по переписи 2001 года составляло 199 человек. Почтовый индекс — 09633. Телефонный код — 4562. Занимает площадь 3 км². Код КОАТУУ — 3223783502.

## Местный совет
09621, Киевская обл., Ракитнянский р-н, с. Насташка, ул. Ленина, 37а; тел. 2-01-48.